# Сан-Бернардино (хребет)

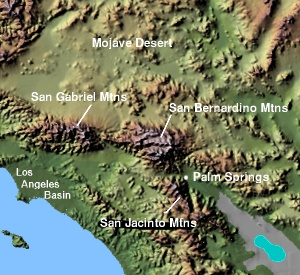
Хребет Сан-Бернардино на карте

Сан-Бернардино (англ. San Bernardino Mountains) — горный хребет на юге штата Калифорния, США. Простирается примерно на 97 км от хребта Сан-Габриель на северо-западе до хребта Сан-Хасинто на юго-востоке. От гор Сан-Габриель хребет отделяет перевал Кахон, а от гор Сан-Хасинто — перевал Сан-Горгонио. Высшей точкой хребта является гора Сан-Горгонио (3505 м.), вторая по высоте гора — Джепсон (3415 м). Площадь — 5342 км².
Крупнейшей рекой, берущей начало в районе хребта, является Санта-Ана, впадающая в Тихий океан. Другими значительными реками являются Уайтуотер, которая течёт с гор на восток через долину Коачелья и впадает в озеро Солтон-Си, а также река Мохаве, текущая на северо-восток и теряющаяся в пустыне Мохаве. В районе хребта Сан-Бернардино находятся такие города как Биг-Бер-Сити, Крестлайн, Лейк-Арроухед и Раннинг-Спрингс.
Как часть Поперечных хребтов, Сан-Бернардино был сформирован в ходе тектонических движений между Северо-Американской и Тихоокеанской плитами в зоне разлома Сан-Андреас. Ранее считалось, что хребет поднялся в миоцен, между 11 и 5 млн лет назад, однако сегодня эта теория опровергнута. В своём современном виде Сан-Бернардино поднимался в раннем плейстоцене, около 2 млн лет назад; региональные поднятия продолжаются до настоящего времени.

## История
Археологические находки в долине Сан-Бернардино свидетельствуют о том, что люди населяли этот регион по меньшей мере 10-12 тысяч лет. Несколько представителей коренного населения Америки занимали земли в окрестностях Сан-Бернардино, например, такие народы, как Тонгва, Кауилла, Серрано и  Чемеуэви. Летом они отправлялись в горы охотиться на оленей и кроликов, собирать желуди, ягоды и орехи, искать убежища от жары пустыни. Они установили хорошо проходимые торговые пути, которые позже были использованы европейцами для изучения и заселения региона. Крутая тропа Мохаве пересекала Сан-Бернардино к востоку от перевала Кахон и позволяла вести торговлю между жителями. Перевал Сан-Горгонио, образующий самый большой естественный разлом в поперечных хребтах, также позволял взаимодействовать прибрежным и пустынным племенам. С помощью речных каньонов, Мохаве и Санта-Ана, можно было проникнуть в горы. Многие археологические памятники были обнаружены вдоль притока реки Мохаве.
В течение XVII и XVIII веков различные испанские исследователи проходили через прибрежную Южную Калифорнию и претендовали на эту область. В 1769 году испанское правительство начало предпринимать усилия, чтобы взять под свой контроль то, что они называли Альта-Калифорния, и ввести христианство среди коренных народов путем строительства миссий. Только в 1772 году военный губернатор Альта-Калифорнии, Педро Фаджес стал первым известным европейцем, достигшим гор Сан-Бернардино. Хотя первоначальная цель его экспедиции состояла в преследовании дезертиров из испанской армии, в конце концов он отважился проникнуть не только в Сан-Бернардино, но и в горы Сан-Хасинто, пустыню Мохаве и на север, в Калифорнийскую долину.

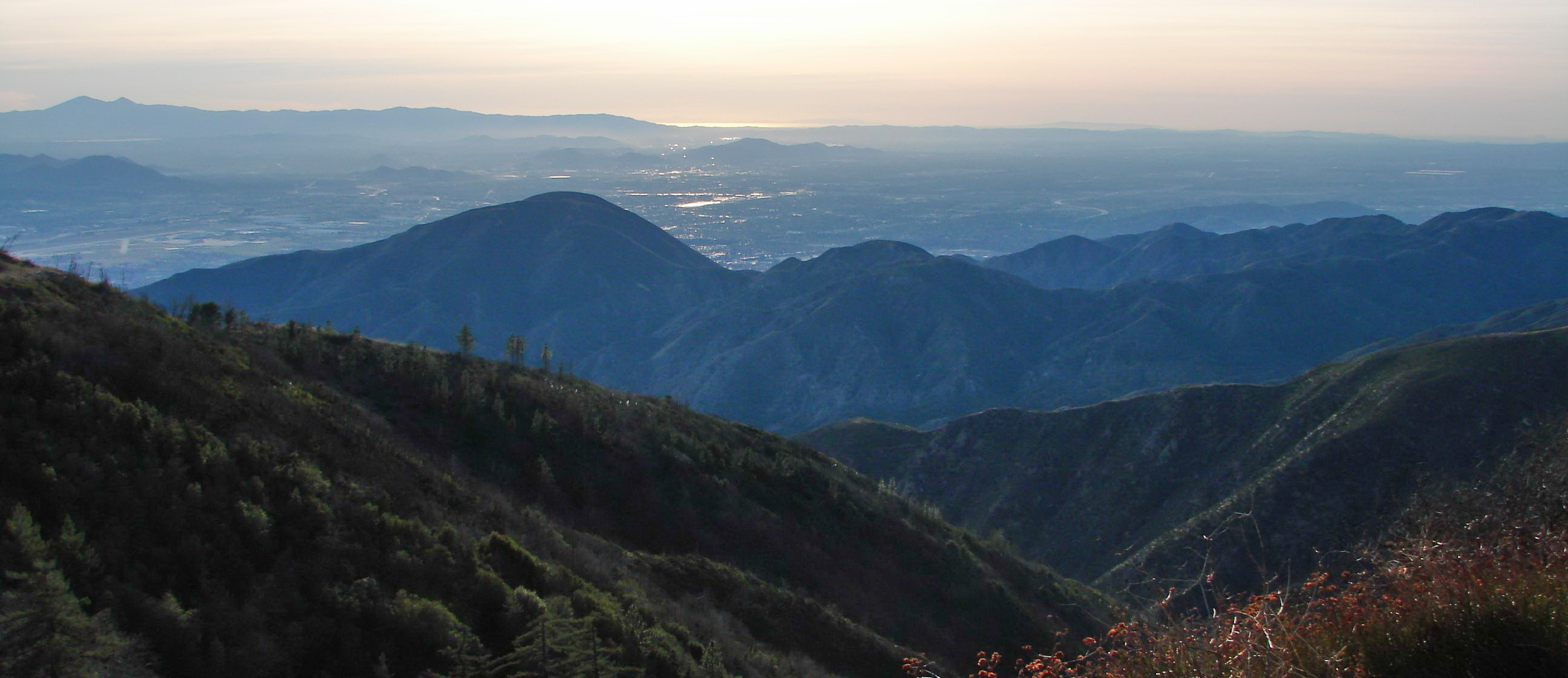
Горы названы в честь долины Сан-Бернардино, в свою очередь названной испанцами в 1810 году.

Начиная с 1851 года в долину Сан-Бернардино стали эмигрировать мормонские колонисты. Мормоны купили, а затем разделили ранчо Сан-Бернардино и значительно улучшили сельскохозяйственное производство в этом районе, привезя сюда скот и отремонтировав местную ирригационную сеть. Чтобы добыть древесину для своих поселений, они начали первые крупномасштабные лесозаготовки в горах Сан-Бернардино, начиная с долины Милл-Крик. Луис Виньес построил первую лесопилку в этом районе где-то между 1851 и 1853 годами. К 1854 году в горах действовали шесть лесопильных заводов. Мельницы приводились в движение водяными колесами или паром.
В 1860 году золотоискатели, Уильям Холкомб и Бен Шото обнаружили месторождение золота на Холкомб-крик, что вызвало приток золотоискателей в горы Сан-Бернардино. В 1873 году Эли Болдуин построил самую большую в Калифорнии штамповочную фабрику в долине Холкомб. К 1880-м годам местные месторождения иссякли, и горы быстро обезлюдели, а большинство шахтеров обосновалось в долине Сан-Бернардино и пустыне Мохаве. Многие сооружения, построенные шахтерами, включая желоба, шлюзы и несколько кабин, все еще можно найти в этом районе.

## Экология и дикая природа
Горы Сан-Бернардино, наряду с близлежащими хребтами Сан-Габриэль и Сан-Хасинто, считаются высокогорным регионом, растения и животные которого резко отличаются от тех, что находятся в окружающих его, полузасушливых землях. В частности, Сан-Бернардино представляет собой самый большой лесистый регион в Южной Калифорнии и насчитывает около 1600 видов растений.
В горах обитает около 440 видов диких животных, включая многие исчезающие виды, такие как обыкновенная летяга, пятнистая неясыть, горная желтоногая лягушка, южный каучуковый удав и мраморная бабочка. В горах когда-то обитали калифорнийские гризли, но охота уничтожила их популяцию к 1906 году. В Сан-Бернардино обитают барибалы, но они не являются коренными жителями этого региона, так как были завезены из Сьерра-Невады калифорнийским департаментом рыбы и дичи в 1930-х годах для привлечения туристов в горы.